# Black Mountain Side
Black Mountain Side – utwór angielskiego zespołu rockowego Led Zeppelin, który pojawił się na debiutanckim albumie z 1969 Led Zeppelin. Utwór zaczyna się jeszcze pod koniec poprzedniego – czyli Your Time Is Gonna Come.
Choć na początku jego napisanie przypisywał sobie Jimmy Page, tak naprawdę jest to instrumentalna wersja tradycyjnej pieśni folkowej o tytule „Blackwaterside”. Taką wersję nagrał już wcześniej Bert Jansch – jedyna różnica pomiędzy obiema nagraniami to odmienne strojenie gitary.
Utworu nauczyła Janscha jego przyjaciółka i piosenkarka folkowa Anne Briggs; ona z kolei nauczyła się go od historyka muzyki A. L. Lloyda. Briggs również nagrała swoją wersję, lecz w kilka lat po pojawieniu się utworów Janscha i Page’a. Gitarzysta Led Zeppelin twierdził później, że również nauczył się utworu bezpośrednio od Briggs, choć jest to mało prawdopodobne biorąc pod uwagę duże podobieństwo pomiędzy wersjami jego i Janscha.
Styl gry Page’a w wersji, która ukazała się na albumie, miał naśladować brzmienie sitaru. Aby nadać utworowi jeszcze bardziej indyjski charakter, w nagraniu pojawił się muzyk Viram Jasani grający na tabli.
Podczas koncertów utwór Black Mountain Side był zazwyczaj grany jako fragment instrumentalnego „White Summer” – łączny czas tych utworów wynosił około 11 minut. Page zazwyczaj podczas wykonywania tych utworów siedział na stołku i używał gitary Danelectro, nastrojonej inaczej niż jego ulubiony Gibson Guitar Corporation Les Paul. Utwory te eksponowały umiejętności Page’a, który grał je prawie całkiem sam – w końcowych fragmentach włączał się jeszcze tylko perkusista.
Wersję Live można zobaczyć na Led Zeppelin DVD – pochodzi ona z koncertu z 1970 z Royal Albert Hall. Podobną wersję usłyszeć można w rozszerzonym wydaniu albumu Coda.
Page grał ten utwór z zespołem The Firm, który założył wraz z Paulem Rodgersem.
Dread Zeppelin nagrał wersję Black Mountain Side na swoim albumie Un-Led-Ed.